# Совместный российско-турецкий мониторинговый центр

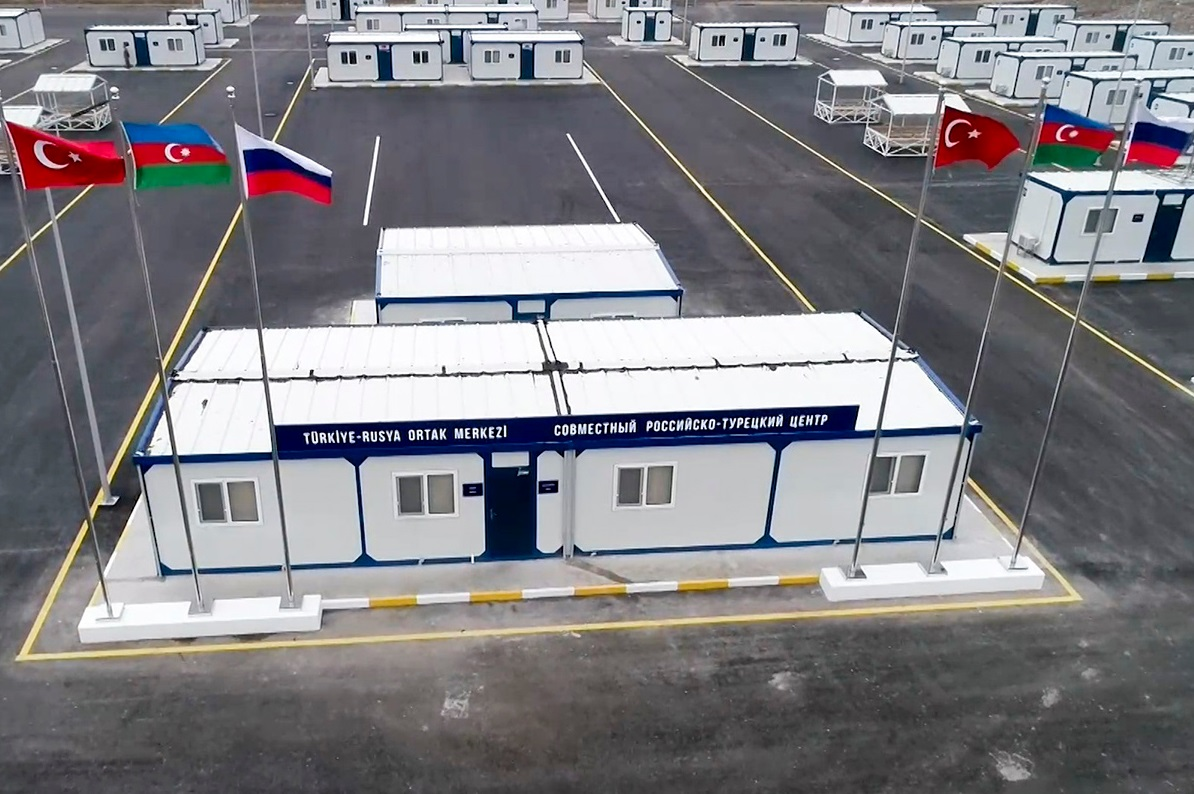
Совместный российско-турецкий мониторинговый центр близ села Киямаддинли

Совместный российско-турецкий центр по контролю за прекращенем огня и военных действий в зоне карабахского конфликта (азерб. Rusiya-Türkiyə Birgə Monitorinq Mərkəzi, тур. Rusya-Türkiye Ortak Merkezi) — мониторинговый центр для контроля за прекращением огня в Нагорном Карабахе. Основной целью центра являлось осуществление контроля за выполнением пунктов трехстороннего заявления, подписанного президентами России, Азербайджана  и премьер-министром Армении, и достигнутых договоренностей, завершившим Вторую карабахскую войну.

## История
11 ноября 2020 года министры обороны России и Турции подписали меморандум о взаимопонимании по созданию Совместного Центра мониторинга в Азербайджане.
16 ноября Правительство Турции представило Великому национальному собранию предложение о размещении миротворцев в Азербайджане. 2 декабря Министр национальной обороны Турции Хулуси Акар заявил, что правительства России и Турции договорились, и что Совместный Центр находится в стадии строительства.
30 января 2021 года на территории Агдамского района близ села Киямаддинли состоялось открытие Совместного Центра.
Общая площадь центра составляла около 4 гектаров. На территории находилось 65 служебных помещений, рабочие кабинеты и жилые комнаты.
26 апреля 2024 года мониторинговый центр завершил свою работу.